# ヨーコソ・アークス
『ヨーコソ・アークス』は、2016年8月13日に発売された小林幸子のシングル。

## 概要
2016年6月15日に小林がオンラインゲーム『ファンタシースターオンライン2』（以下『PSO2』）の地球親善大使に任命され、ゲーム内に登場し、オリジナル楽曲を歌うことが発表された。PSO2のプロデューサー・酒井智史によると、まず歌唱を小林に依頼することが決定し、その後に楽曲をどうするか考えていたところへ、小林と親交がありPSO2のプレイヤーでもあるビートまりおの名が楽曲制作の候補者に挙げられたと言う。
PSO2は架空の異世界が舞台だが、2016年1月よりゲーム内において近未来となる西暦2028年の地球が舞台となるストーリーが展開されており、小林の登場は「一般の地球人が与り知らぬところで地球外生命体（＝プレイヤー）と一部の地球人とが友好的接触を持つようになり、小林は地球を代表する親善大使として異世界に招かれ歌っている」という体裁になっている。タイトルの「アークス」とは、異世界において惑星調査および戦闘活動を行うエージェント（＝プレイヤー）の呼称である。
ゲーム内では同年8月10日のアップデート後よりきめられた時間で登場。15分前になると小林の声でステージライブが行なわれる旨の放送が流れ、時間になるとステージ上に3Dで作成された小林が現れ、プレーヤーの前で「ヨーコソ・アークス」を熱唱する形となっている。なお、小林がステージから退場した後一定時間の間全体チャットでアンコールを唱えると再び現れ、「千本桜」を熱唱する仕組みになっている。
2016年8月13日に有明コロシアムで行われたアークスフェスティバル2016にて小林幸子によるステージライブが行われた。また、物販コーナーでは発売日に先行してCDの発売も行われている。

## 収録曲
1. ヨーコソ・アークス
作詞・作曲・編曲・コーラス：ビートまりお
2. ヨーコソ・アークス（オリジナル・カラオケ）

※特典として、ゲーム内にて使用可能なアイテムコードが封入されている。